# 谌孙武
谌孙武（1973年3月—），男性，汉族，中共党员，湖南溆浦人，中华人民共和国政治人物。

## 生平
谌孙武曾任中共麻阳县委常委、常务副县长、怀化市扶贫开发办公室党组书记、主任等职务。他任职怀化市扶贫办期间，因在脱贫攻坚战中作出突出贡献，2021年2月25日全国脱贫攻坚总结表彰大会上，被授予“全国脱贫攻坚先进个人”荣誉称号。同年，谌孙武转任怀化市农业农村局局长。